# Rosendal, Vanda stad
För andra betydelser, se Rosendal.
Rosendal (finska: Tammisto) är en stadsdel i Vanda stad i landskapet Nyland. 
Rosendal ligger mellan Vanda och Kervo åar vid Helsingfors stadsgräns. Området avgränsas av Kervo å i öster, Vanda å i väster och Herrgårdsforsens bostadsområde i norr. Gjuterivägen går igenom stadsdelen. Det finns mestadels stora kontors- och affärslokaler i Rosendal, men också en del småhusbebyggelse. 
Vandas första naturskyddsområde, Rosendals 7,4 hektar stora ädelträdsskog, skyddades år 1946. Där finns många stora ekar som gett stadsdelen dess finska namn, Tammisto (tammi = ek). På 2000-talet har det byggts många hög- och radhus på åkrarna söder om skyddsområdet. År 2004 bodde det 340 människor i Rosendal, år 2007 över 1 600 och år 2023 nästan 3 500. 